# Sông Swat
Sông Swat (tiếng Urdu: دریائے سوات, tiếng Pashtun: سوات سیند) là một con sông lâu năm ở khu vực phía bắc của tỉnh Khyber-Pakhtunkhwa, Pakistan. Sông bắt đầu từ Thung lũng Kalam của Swat Kohistan với sự hợp lưu của hai phụ lưu chính Ushu và Utrar (hoặc Gabral) và chảy xuống hạ lưu trong một hẻm núi hẹp đến Baghdheri.

## Từ nguyên
Cái tên Swat có nguồn gốc từ một thuật ngữ tiếng Phạn cũ, Suvāstu ("nước trong xanh"). Tên sông này đã được chứng thực trong Rigveda.